# アムシェル・モーゼス・ロートシルト
アムシェル・モーゼス・ロートシルト（Amschel Moses Rothschild、? - 1755年10月6日）は、18世紀ドイツフランクフルト・アム・マインのゲットー（フランクフルト・ゲットー）で両替商及び絹布貿易を営んだドイツ系ユダヤ人。モーゼス・カルマン・ロートシルト（Moses Kalman Rothschild、1735年10月19日没）の息子で、妻はシェーンチェ・レクニッヒ（Schönche Lechnich、1756年没）。
夫妻には8人の子どもがおり、4番目の子がロスチャイルド財閥を築いたマイアー・アムシェル・ロートシルトである。
1755年、天然痘によりフランクフルトのゲットーで死去。
ベルギーの外交官ロバート（1911-1998）は、アムシェル・モーゼスを祖先とするがマイヤー・アムシェルの家系ではないといわれる。

## 参考
- Amos Elon (1996). Founder: Meyer Amschel Rothschild and His Time. HarperCollins. ISBN 0002557061